# Wilków (Opole Lubelskie)
Pour les articles homonymes, voir Wilków.
Wilków (prononciation [vilkuf]) est un village de la gmina de Wilków du powiat d'Opole Lubelskie dans la voïvodie de Lublin, située dans l'est de la Pologne.
Le village est le siège administratif (chef-lieu) de la gmina appelée gmina de Wilków.
Il se situe à environ 14 kilomètres au nord-ouest d'Opole Lubelskie (siège du powiat) et 49 kilomètres à l'ouest de Lublin (capitale de la voïvodie).
Le village possédait une population de 208 habitants en 2008.

## Histoire
De 1975 à 1998, la ville est attachée administrativement à l'ancienne Lublin.

Depuis 1999, elle fait partie de la nouvelle voïvodie de Lublin.